# Moixé Guil
Moixé Guil (hebreu: משה גיל‎; 8 de febrer del 1921 - 23 de gener del 2014) fou un historiador israelià.

## Carrera acadèmica
La seva especialitat eren les interaccions històriques entre l'Islam i els jueus, incloent-hi la història de Palestina sota el domini islàmic, la institució de l'exilarcat i comerciants jueus com els radanites. Guil fou professor emèrit de l'Escola Chaim Rosenberg d'Estudis Judaics de la Universitat de Tel-Aviv i ocupà la càtedra Joseph i Ceil Mazer d'Història dels Jueus en Terres dels Musulmans.

## Reconeixements
El 1998 fou guardonat amb el Premi Israel d'Estudis sobre la Terra d'Israel,
principalment per la seva anàlisi d'uns 846 fragments de documents de la guenizà del Caire i la seva documentació del paper dels comerciants jueus en el desenvolupament de la societat medieval.

## Obres publicades
- (1997) The Babylonian Encounter and the Exilarchic House in the Light of Cairo Geniza Documents and Parallel Arab Sources (actes de conferència publicades en Proceedings: Judaeo-Arabic studies proceedings of the Founding Conference of the Society for Judaeo Arabic Studies)
- (1995) The Exilarchate (actes de conferència publicades en Proceedings: The Jews of medieval Islam: Community, society, and identity: proceedings of an international conference held by the Institute of Jewish Studies, University College London, 1992)
- (1992) A history of Palestine, 634-1099. Cambridge i Nova York: Cambridge University Press.
- (1987) The Medinan Opposition to the Prophet (Jerusalem Studies in Arabic and Islam)
- (1987) Review of "Khazarian Hebrew Documents of the Tenth Century" by Golb and Pritsak (crítica de llibre en el Journal of Near Eastern studies)
- (1984) The Origin of the Jews of Yathrib. (Jerusalem Studies in Arabic and Islam)
- (1976) Documents of the Jewish pious foundations from the Cairo Geniza. Leiden: Brill. (llibre)
- (1974) The Radhanite Merchants and the Land of Radhanite. (Journal of the economic and social history of the Orient)
- (1974) The Constitution of Medina: A Reconsideration (Israel oriental studies)